# Taibon Agordino
Taibon Agordino là một đô thị ở tỉnh Belluno trong vùng Veneto, có vị trí cách khoảng 100 km về phía bắc của Venice và khoảng 25 km về phía tây bắc của Belluno. Tại thời điểm ngày 31 tháng 12 năm 2004, đô thị này có dân số 1.790 và diện tích 90,4 km².
Taibon Agordino giáp các đô thị: Agordo, Alleghe, Canale d'Agordo, Cencenighe Agordino, Gosaldo, San Tomaso Agordino, Tonadico, Voltago Agordino, Zoldo Alto.

## Công trình nổi bật
- Giardino Alpino "Antonio Segni", một vườn thực vật